# Bassoues
Bassoues település Franciaországban, Gers megyében. Lakosainak száma 331 fő (2022. január 1.). Bassoues Armous-et-Cau, Callian, Castelnau-d’Anglès, Gazax-et-Baccarisse, Laveraët, Mascaras, Montesquiou, Peyrusse-Grande, Pouylebon és Saint-Christaud községekkel határos.

## Népesség
A település népességének változása:
| Lakosok száma | 568  | 503  | 376  | 389  | 334  | 320  | 321  | 320  | 323  | 331  |
|               | 1968 | 1982 | 1999 | 2006 | 2011 | 2015 | 2017 | 2018 | 2020 | 2022 |